# Enrico Brazzale
Enrico Brazzale (Vicenza, 3 agosto 1995) è un mezzofondista italiano.

## Biografia
Allenato da Silvia Dalla Piana, nel 2017 vince un bronzo negli 800 metri ai campionati italiani promesse di Firenze. Nell'anno successivo i progressi nella specialità lo portano a conquistare il titolo italiano assoluto ai campionati italiani di Pescara con il tempo di 1'49"64.
Nel 2019 è tra i selezionati della nazionale italiana per partecipare alla XXX Universiade di Napoli, dove raggiunge le semifinali degli 800 metri.
È laureato in Giurisprudenza.

## Palmarès
| Anno | Manifestazione | Sede   | Evento      | Risultato  | Prestazione | Note |
| ---- | -------------- | ------ | ----------- | ---------- | ----------- | ---- |
| 2019 | Universiadi    | Napoli | 800 m piani | Semifinale | 1'50"27     |      |

## Altre competizioni internazionali
2018
- 7º nel LIV Palio Città della Quercia ( Rovereto), 800 m piani - 1'47"13
- 4º nel XXXII Meeting Città di Padova ( Padova), 800 m piani - 1'46"93

## Campionati nazionali
- 1 volta campione nazionale assoluto 800 m piani (2018)

2016
- 4º ai campionati italiani promesse, 800 m piani - 1'54"37

2017
- Bronzo ai campionati italiani promesse (Firenze), 800 m piani - 1'51"22

2018
- Oro ai campionati italiani assoluti (Pescara), 800 m piani - 1'49"64
- Bronzo ai campionati italiani assoluti indoor, 800 m piani - 1'51"04
- Oro ai campionati italiani universitari, 800 m piani - 1'49"36

2019
- 5º ai campionati italiani assoluti indoor, 800 m piani - 1'51"45

2021
- 10º ai campionati italiani assoluti, 800 m piani - 1'49"37
- 6º ai campionati italiani assoluti, staffetta 4x400 m - 3'14"28
- 7º ai campionati italiani assoluti indoor, 800 m piani - 1'51"48
- Bronzo ai campionati italiani assoluti indoor, staffetta 4x2 giri - 3'17"90

2022
- 6º ai campionati italiani assoluti indoor, staffetta 4x2 giri - 3'20"78

2023
- 4º ai campionati italiani assoluti, staffetta 4x400 m - 3'12"91

2024
- 12º ai campionati italiani assoluti, 1500 m piani - 3'47"57
- 5º ai campionati italiani assoluti, 800 m piani - 1'51"56

2025
- 7º ai campionati italiani assoluti indoor, 800 m piani - 1'53"78